# Riera d'Alella
La riera d'Alella és un curs fluvial de la comarca del Maresme, que neix a Alella i desemboca al mar al Masnou.
La riera es forma al municipi d'Alella amb la unió de dues rieres: la Coma Clara i la Coma Fosca. Amb la seva unió formen la riera d'Alella, que desguassa al mar dins del terme municipal del Masnou.
Són tributaris de la riera d'Alella la Coma Clara i la Coma Fosca (o Abundosa) i els torrents de Rials i del Sistres. Al voltant de la riera d'Alella es van desenvolupar diverses masies amb molins fariners per aprofitar la força de l'aigua, com Can Sors (al terme d'Alella) i Can Teixidor (al Masnou).
La zona estigué habitada des d'antic. A Bell Resguard, a la banda limítrofa amb la riera d'Alella, unes excavacions entre els anys 1980 i 1986 deixaren al descobert restes ceràmiques de murs i paviments, possiblement corresponents a una vil·la de l'etapa republicana i amb llarga pervivència. A Can Teixidor es trobaren uns sitges romanes i també a la mateixa zona, als terrenys de Ca l'Antic, es feren evidents indicis d'una altra vil·la romana, també d'ampli abast cronològic. Des de l'època medieval els terrenys de la desembocadura de la riera d'Alella pertanyien al municipi i parròquia d'Alella. Al voltant, s'hi formà un veïnat de pescadors i masies anomenat Alella de Mar o les Cases de Mar. L'any 1840, el veïnat d'Alella de Mar se segregà d'Alella i s'incorporà al Masnou.